# Liste der Biografien/Bauw
Liste der Biografien |
Portal Biografien |
Personensuche
# |
A |
B |
C |
D |
E |
F |
G |
H |
I |
J |
K |
L |
M |
N |
O |
P |
Q |
R |
S |
T |
U |
V |
W |
X |
Y |
Z |
?
 
Ba |
Be |
Bd |
Bg |
Bh |
Bi |
Bj |
Bl |
Bm |
Bn |
Bo |
Br |
Bs |
Bu |
Bw |
By |
Bz
 
Baa |
Bab |
Bac |
Bad |
Bae |
Baf |
Bag |
Bah |
Bai |
Baj |
Bak |
Bal |
Bam |
Ban |
Bao |
Bap |
Baq |
Bar |
Bas |
Bat |
Bau |
Bav |
Baw |
Bax–Baz
 
Baub |
Bauc |
Baud |
Baue |
Bauf |
Baug |
Bauh |
Bauk |
Baul |
Baum |
Baun |
Baup |
Bauq |
Baur |
Baus |
Baut |
Bauv |
Bauw |
Baux |
Bauy |
Bauz
Die Liste der Biografien führt alle Personen auf, die in der deutschsprachigen Wikipedia einen Artikel haben. Dieses ist eine Teilliste mit 7 Einträgen von Personen, deren Namen mit den Buchstaben „Bauw“ beginnt.

## Bauw

### Bauwe
- Bauwe, Renate (* 1941), deutsche Mongolistin
- Bauwens, Jan (1902–1975), belgischer Ruderer
- Bauwens, Jean (* 1892), belgischer Ruderer
- Bauwens, Peco (1886–1963), deutscher Fußballspieler und -funktionärPeco Bauwens (1886–1963)

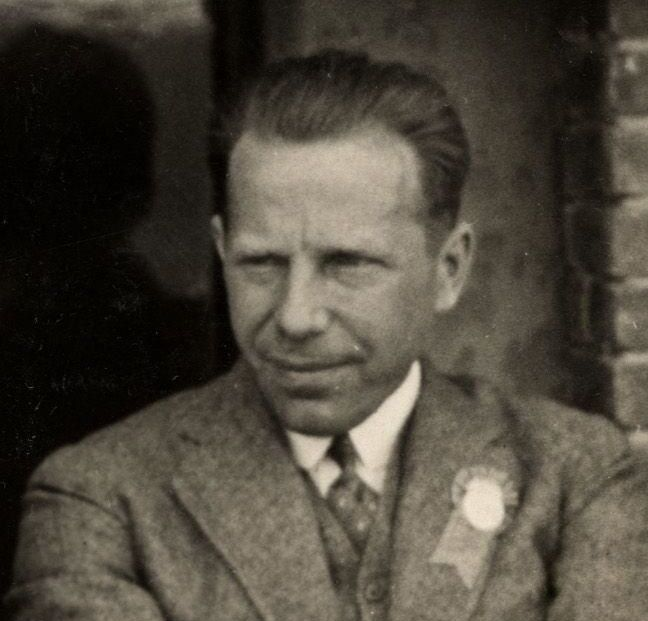
Peco Bauwens (1886–1963)

- Bauwens, René (1894–1959), belgischer Schwimmer und Wasserballspieler
- Bauwens, Tony (1936–2009), belgischer Jazzmusiker (Piano, Komposition)
- Bauwens-Adenauer, Paul (* 1953), deutscher Bauunternehmer und Architekt